# Mireșu Mare, Maramureș
Mireșu Mare (mai demult Nireșu Mare, în maghiară Nagynyíres, în trad. "Mestecănișu Mare") este satul de reședință al comunei cu același nume din județul Maramureș, Transilvania, România.

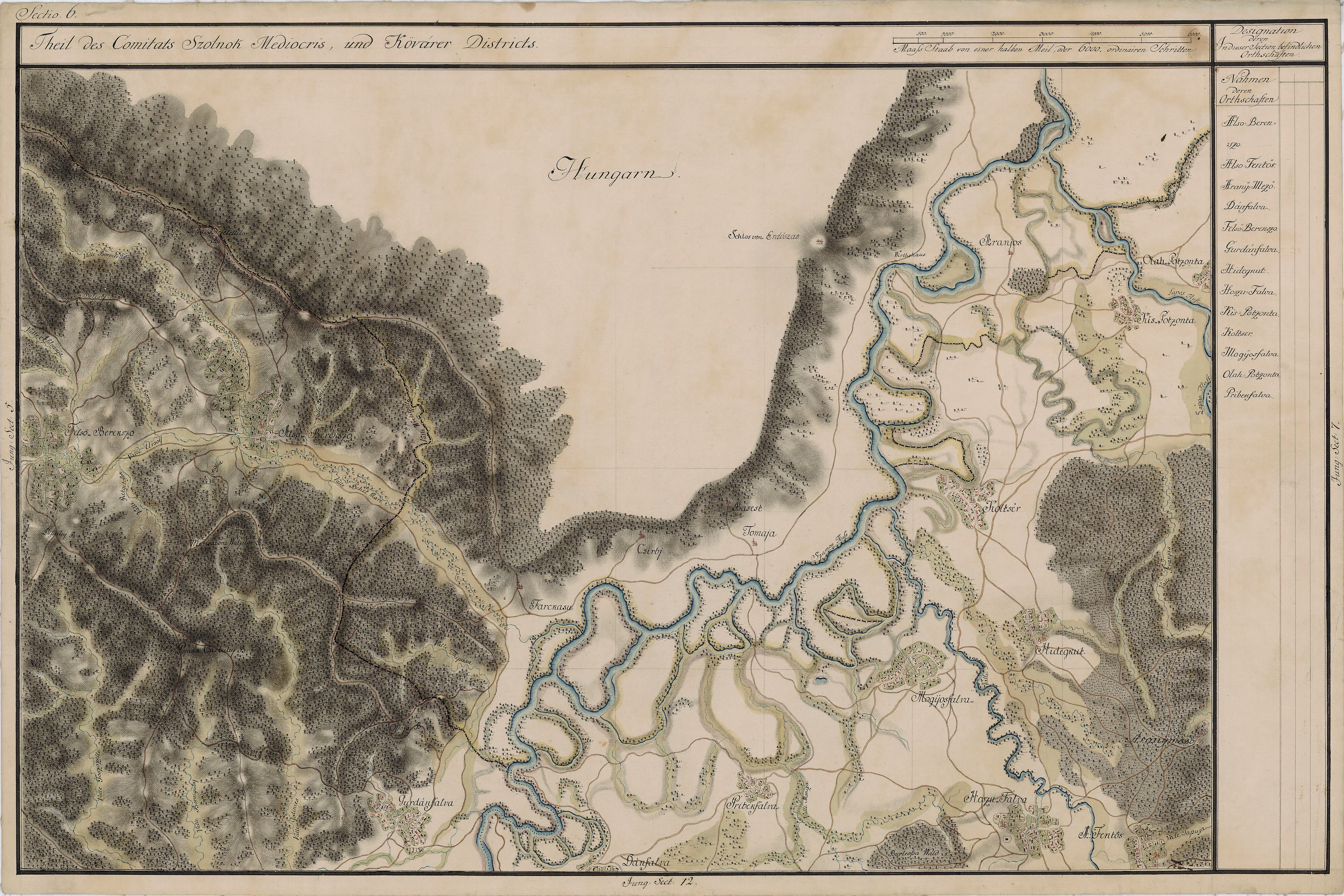
Mireșu Mare în Harta Iosefină a Transilvaniei

## Istoric
Prima atestare documentară: 1603 (officiolatus Nagynyires).

## Etimologie
Etimologia numelui localității: din forma oficială magh. Nagy Nyres, prin hiperurbanism > Mireșul Mare. 

## Personalități locale
- Ion Pop (n. 1941), poet, critic literar, eseist, traducător, profesor universitar, director al Centrului Cultural Român din Paris. Premiul USR și Premiul B.P. Hasdeu al Academiei Române pentru vol. Jocul poeziei (1985). Membru corespondent al Academiei Române.

## Imagini

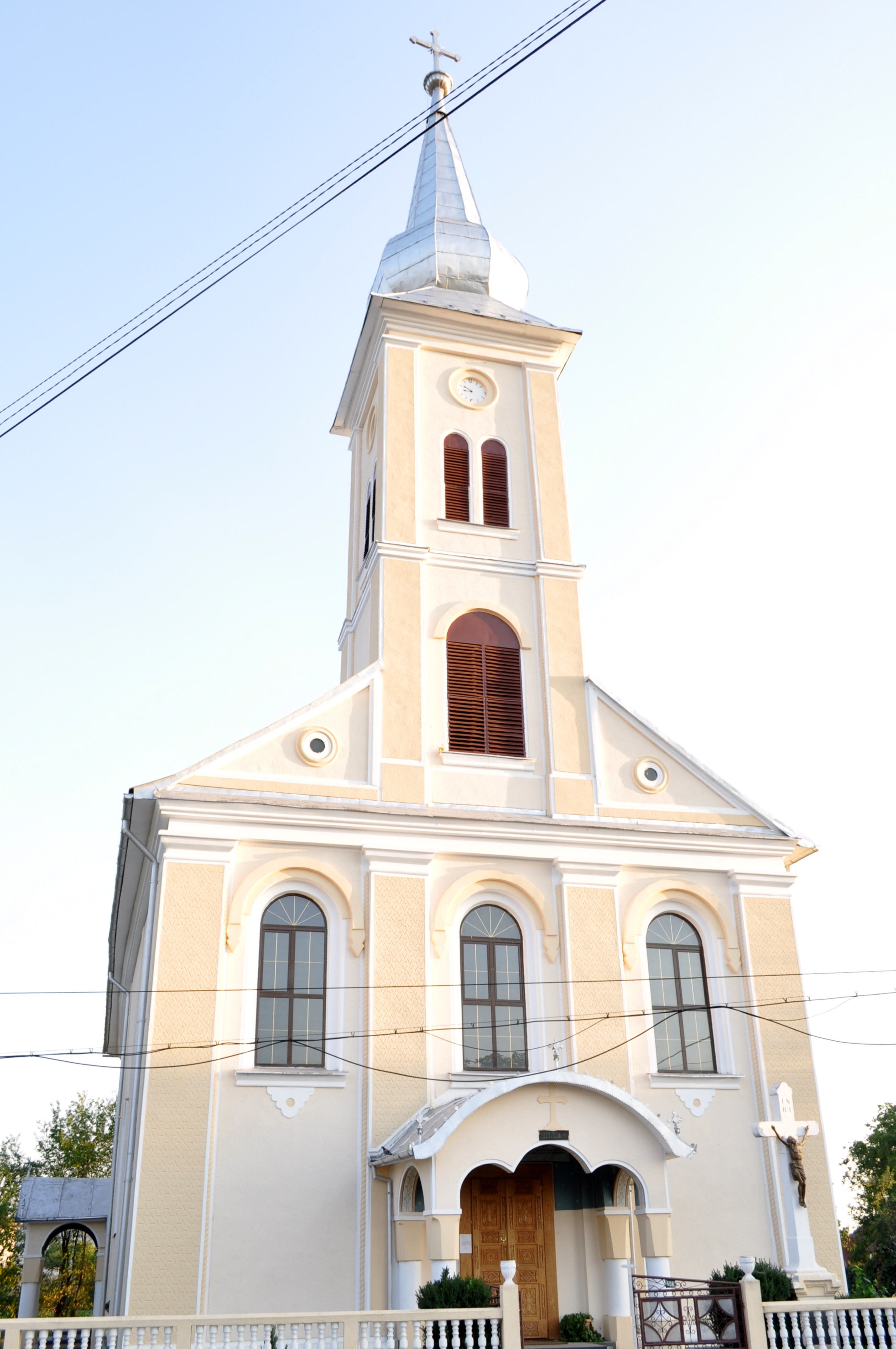
Biserica ortodoxă „Sfinții Arhangheli Mihail și Gavriil” (1886)
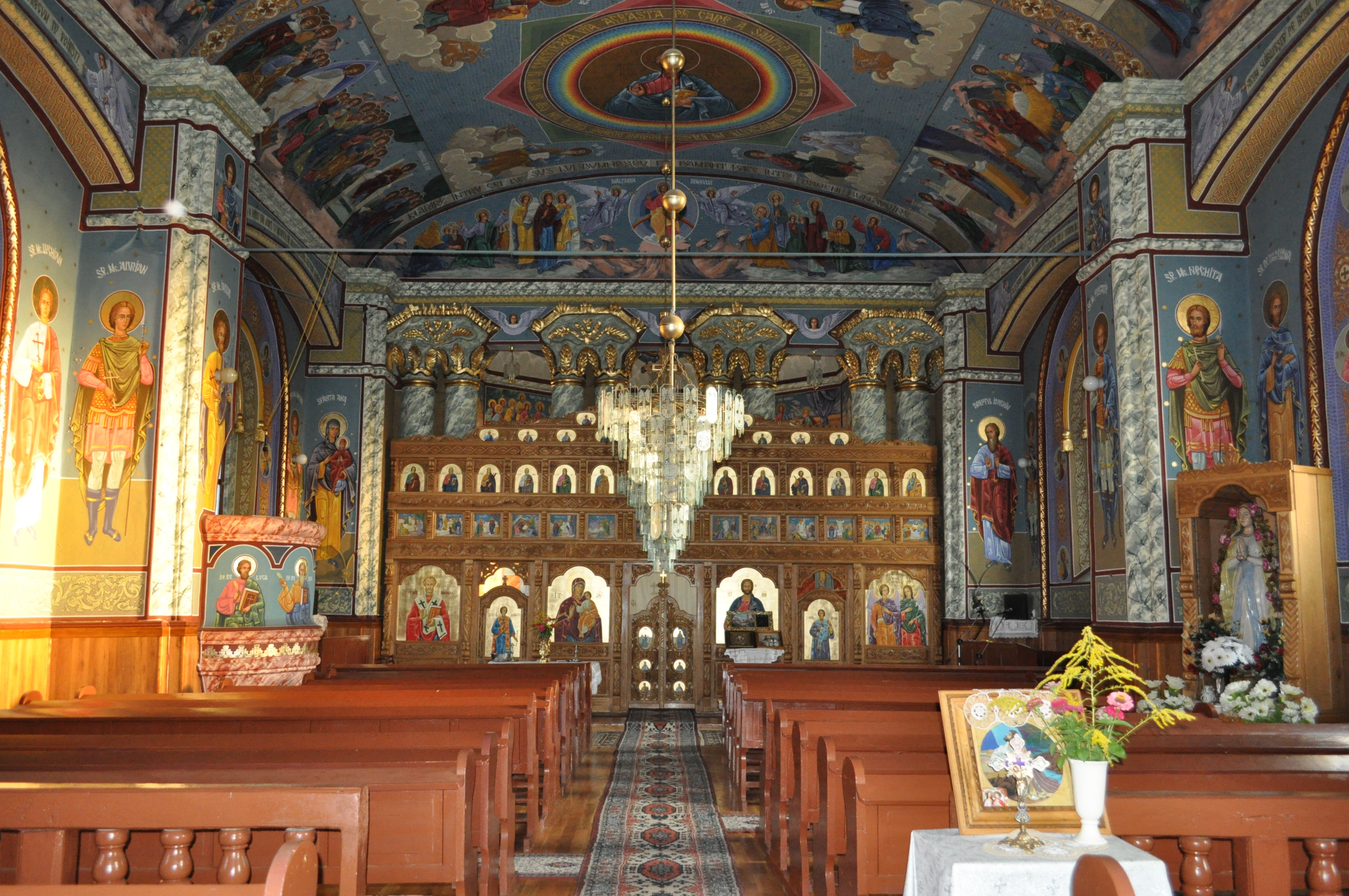
Biserica ortodoxă „Sfinții Arhangheli Mihail și Gavriil” (interior)